# Apfeldorf

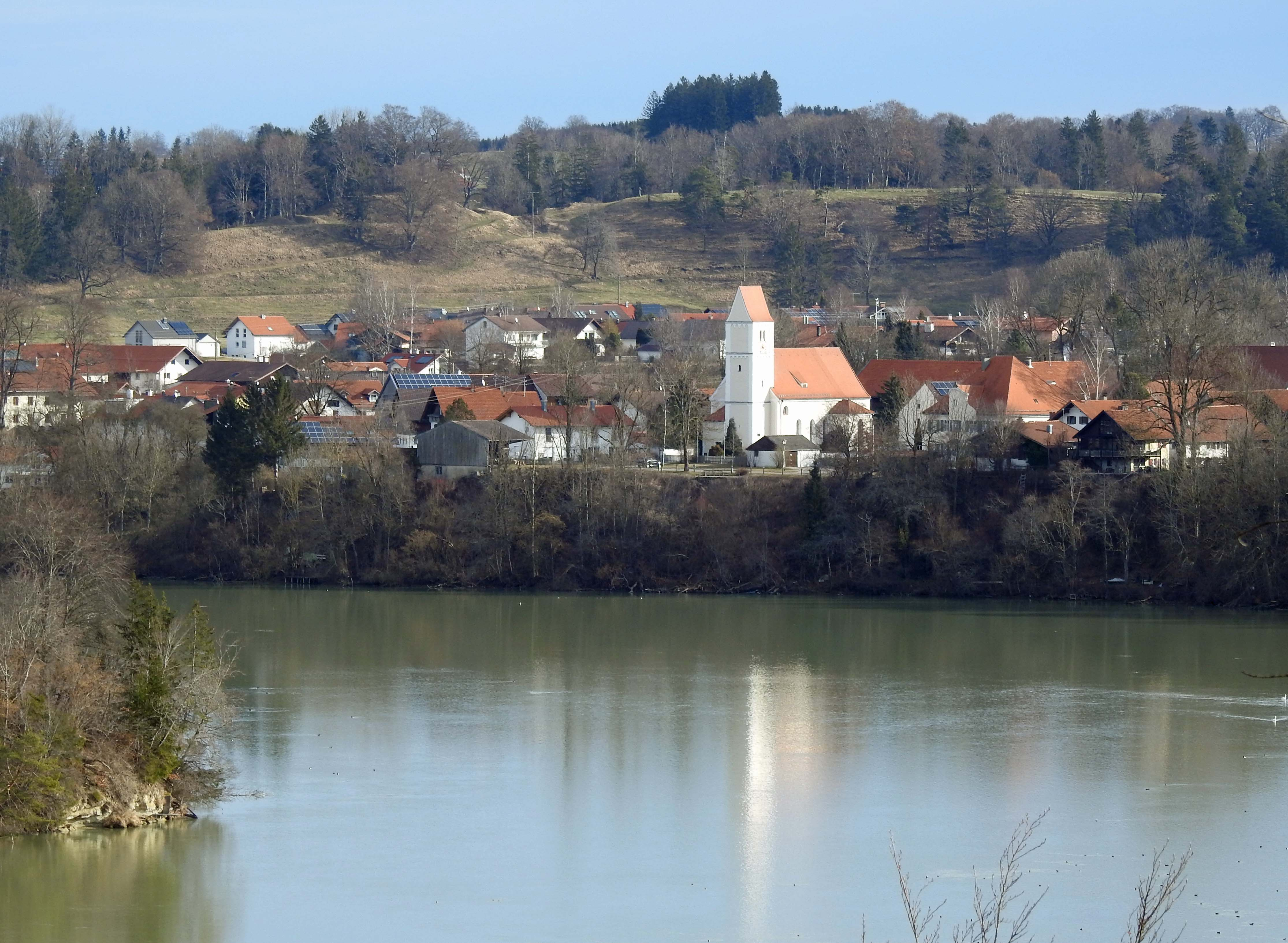
Apfeldorf am Lech von Südwesten

Apfeldorf ist eine Gemeinde im oberbayerischen Landkreis Landsberg am Lech. Die Gemeinde ist Mitglied der Verwaltungsgemeinschaft Reichling.

## Geographie
Die Gemeinde liegt zwischen Landsberg, Schongau und Weilheim direkt am Lech, im Gebiet des sogenannten Lechrains. Bei Rauhenlechsberg befindet sich die Lechstaustufe 9 – Apfeldorf. Der niedrigste Punkt der Gemeinde befindet sich auf 635 m am Lech, der Höchste mit 750 m nordwestlich von Riedhof.
Es gibt acht Gemeindeteile (in Klammern ist der Siedlungstyp angegeben):
- Apfeldorfhausen (Dorf)
- Grubmühle (Einöde)
- Hohenbrand (Einöde)
- Klafthof (Einöde)
- Oberapfeldorf (Dorf)
- Rauhenlechsberg (Einöde)
- Unterapfeldorf (Pfarrdorf)
- Wiese (Einöde)

Es gibt nur die Gemarkung Apfeldorf. Bis zur Gebietsreform im Jahr 1972 gehörte Apfeldorf zum Landkreis Schongau. Seit 1978 ist Apfeldorf Mitglied der Verwaltungsgemeinschaft Reichling.

## Geschichte
Die erste urkundliche Erwähnung von Apfeldorf ist für das Jahr 1305 überliefert. In Veröffentlichungen, beispielsweise im Landsberger Kreisheimatbuch, ist zu lesen, dass der Name des Dorfes erstmals 1313 in einer Augsburger Urkunde auftaucht. Durch die Recherchen des Arbeitskreises Ortsgeschichte wurde eine frühere Urkunde aus dem Apfeldorfer Pfarrarchiv entdeckt. Dort wird eine zweibändige Handschrift aufbewahrt, die Mitte des 18. Jahrhunderts von Franz Töpsl, dem Propst des Augustiner-Chorherrenstifts Polling, verfasst wurde. Darin zitiert er die erste Urkunde in ihrer ganzen Länge. Sie stammt aus dem Jahre 1305 und schildert, wie das Stift Polling in den Besitz der Pfarrei Apfeldorf gekommen ist. Eine Abschrift dieser Urkunde befindet sich im Bayerischen Hauptstaatsarchiv in München.
Dieser Kauf- und Schenkungsbrief besagt, dass Hainricus des Ennis und dessen Frau Elisabeth de Wilhain dem Stift Polling ihre Rechte an der Pfarrei Apfeldorf zum Teil verkauft und zum Teil verschenkt haben. Heinrich von Enn und Elisabeth von Weilheim waren also die Kirchenherren in Apfeldorf, was auch aussagt, dass die Geschichte Apfeldorfs nicht erst mit der Ersterwähnung beginnt. Das Rechtsgeschäft wurde am 12. März 1305 im Kloster Wessobrunn besiegelt. Unter den Zeugen, die es bestätigt haben, befindet sich auch ein Dominus Hainricus Rector Ecclesiae in Apheldorf (Herr Heinrich, Vorsteher der Kirche in Apfeldorf). Pfarrer Heinrich ist demnach der erste Pollinger Klosterpfarrer in Apfeldorf. Die enge Verbindung der Apfeldorfer Pfarrgemeinde zum Kloster Polling hatte bis zur Säkularisation im Jahre 1803 Bestand.
Untrennbar mit der Geschichte Apfeldorfs ist auch das alte Pfleggericht Rauhenlechsberg verbunden, von dem es in alten Schriften heißt, dass es ein uraltes Schloss und Gericht sei. Auf einem rauen Berg nebst dem Lechfluss gelegen, gab man ihm diesen klangvollen Namen. Das Pflegegericht umfasste die Dorfschaften Apfeldorf, Birkland, Kinsau, Peißenberg, Reichling, Stadl und Mundraching. Rauhenlechsberg ist auch dadurch bekannt geworden, dass hier der bekannte Jägerwirt von München, einer der Anführer des Volksaufstandes von 1705, gefangen genommen wurde. Mit der Säkularisation erfolgte die Einverleibung des Pflegegerichts in das Landgericht Schongau.
Die restliche Geschichte liest sich wie in vielen Dörfern des Lechrains. Kriege, Pest und Hagelschlag vernichteten immer wieder den kargen Lebensunterhalt. Die Gewerbestruktur war noch bis 1900 von der Flößerei auf dem Lech und der Landwirtschaft bestimmt. Die Apfeldorfer Flößer brachten ihre Holz- und Warentransporte bis Wien und Budapest.
Die Gemeinde hat seinen ländlichen Charakter bewahrt. In Zusammenarbeit mit der Direktion für ländliche Entwicklung ist man derzeit bemüht, diese dörflichen Strukturen zu erhalten.

### Einwohnerentwicklung
Zwischen 1988 und 2019 wuchs die Gemeinde von 862 auf 1144 um 282 Einwohner bzw. um 32,7 %.

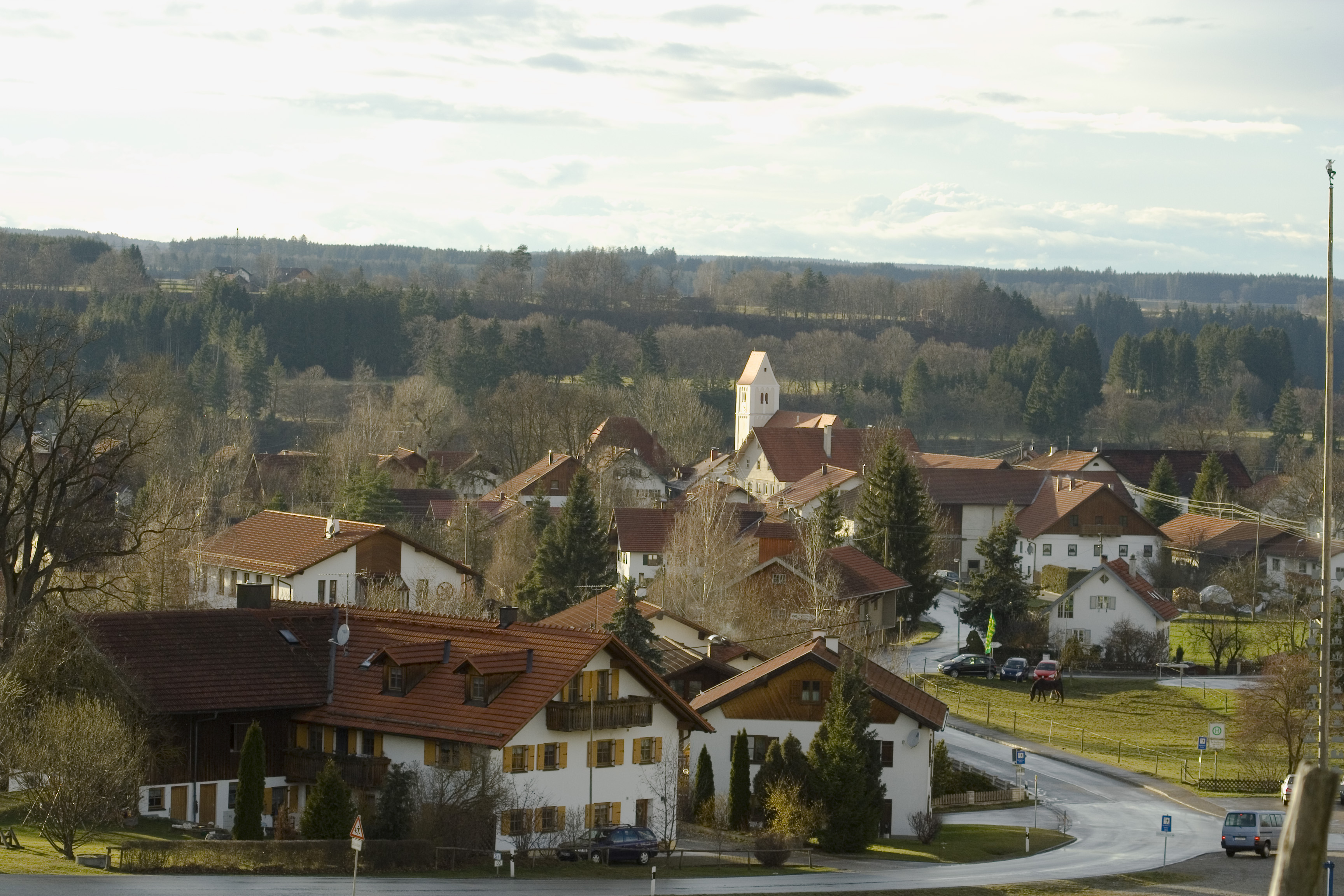
Apfeldorf von Osten

## Politik

### Gemeinderat
Die Wahl am 15. März 2020 erbrachte folgendes Ergebnis:
| Partei/Gruppierung                | Sitze | Stimmenanteil |
| --------------------------------- | ----- | ------------- |
| CSU/Überparteiliche Einheitsliste | 10    | 83,8 %        |
| Freie Wähler Apfeldorf            | 2     | 16,2 %        |

CSU/Überparteiliche Einheitsliste hatte 16 Bewerber nominiert, die Freien Wähler drei.

### Bürgermeister
Am 15. März 2020 wurde Gerhard Schmid (Überparteiliche Einheitsliste/CSU) mit 83,5 % der Stimmen zum Ersten Bürgermeister gewählt. Damit löste dieser den nach zwei Amtszeiten (Mai 2008 – April 2020) nicht mehr angetretenen Georg Epple (Überparteiliche Einheitsliste/CSU) ab.

### Wappen
|                                       | Blasonierung: „In Gold auf grünem Dreiberg ein mit Zinnen besetzter roter Giebelturm, dem ein blauer Wellenbalken unterlegt ist.“ |
| Dieses Wappen wird seit 1974 geführt. | |

## Sehenswürdigkeiten
Die Pfarrkirche Heilig Geist hat einen spätromanischen Westturm mit Satteldach, einen spätgotischen Chor (der um 1740 stuckiert wurde) und ein barockisiertes Langhaus. Der Plan zum 1747 vom Kloster Polling erbauten Pfarrhof mit hübscher Innenhalle stammt vom Barockbaumeister Johann Michael Fischer.
Die Haldenkapelle von 1816 hat ihren Namen vom Standort der Vorgängerkapelle an der Lechhalde. Hier beteten einst die Flößer für ihre gefährlichen Fahrten auf dem Lech um Gottes Schutz; als die Flößerei immer weniger wurde, kamen umso mehr Wallfahrer.

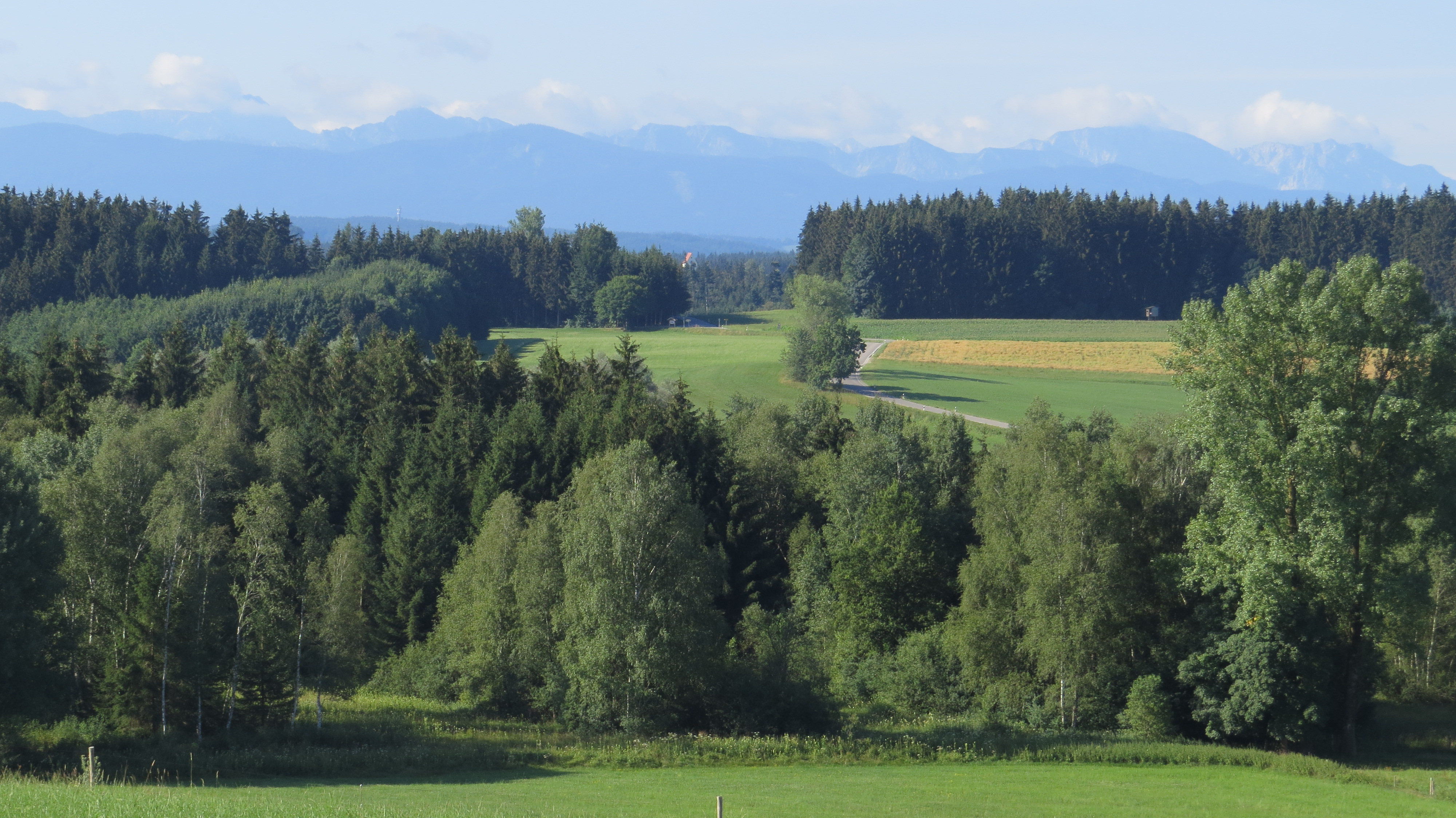
Landschaft im Lechrain bei Apfeldorf

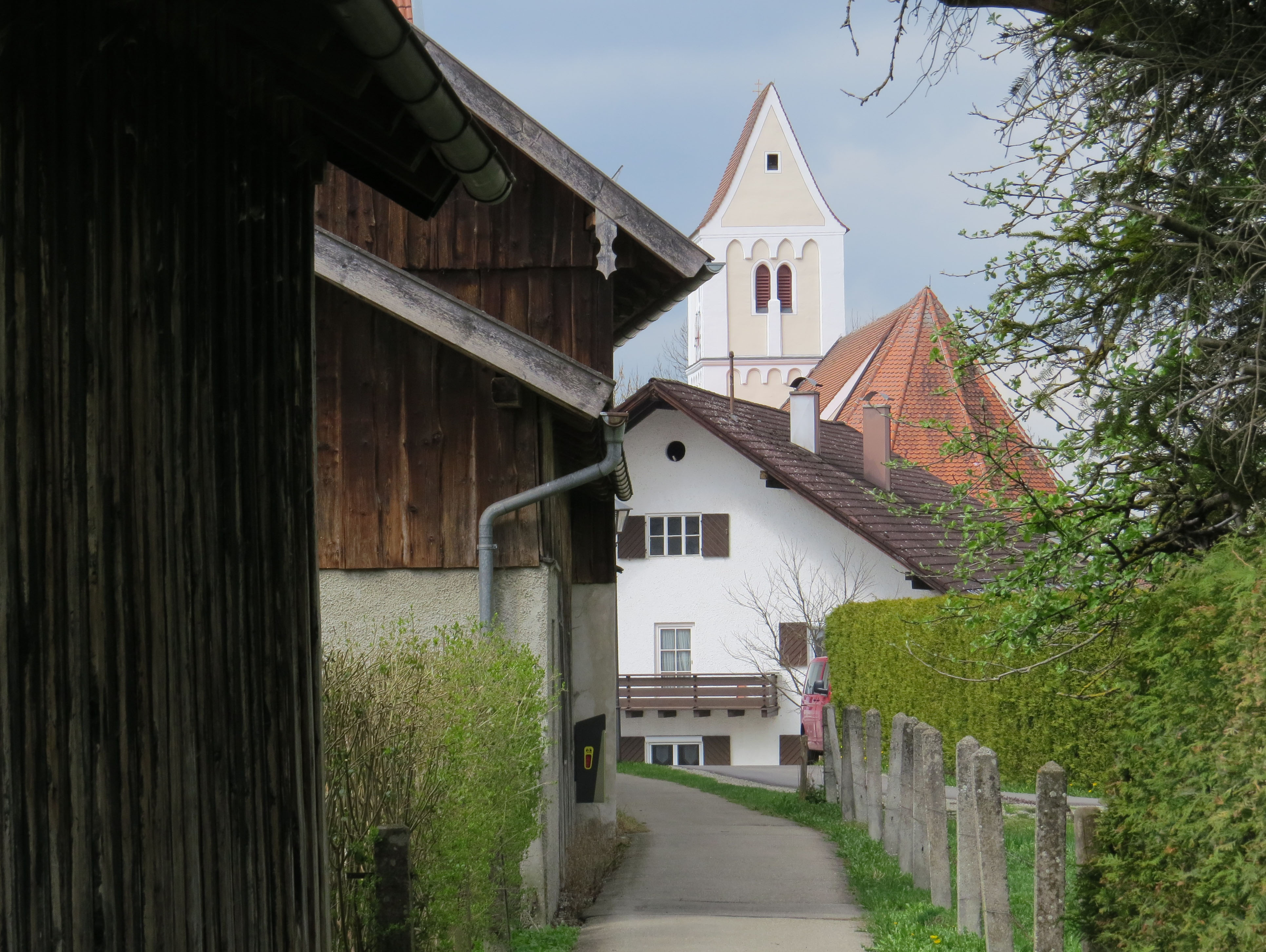
Kirchweg in Apfeldorf

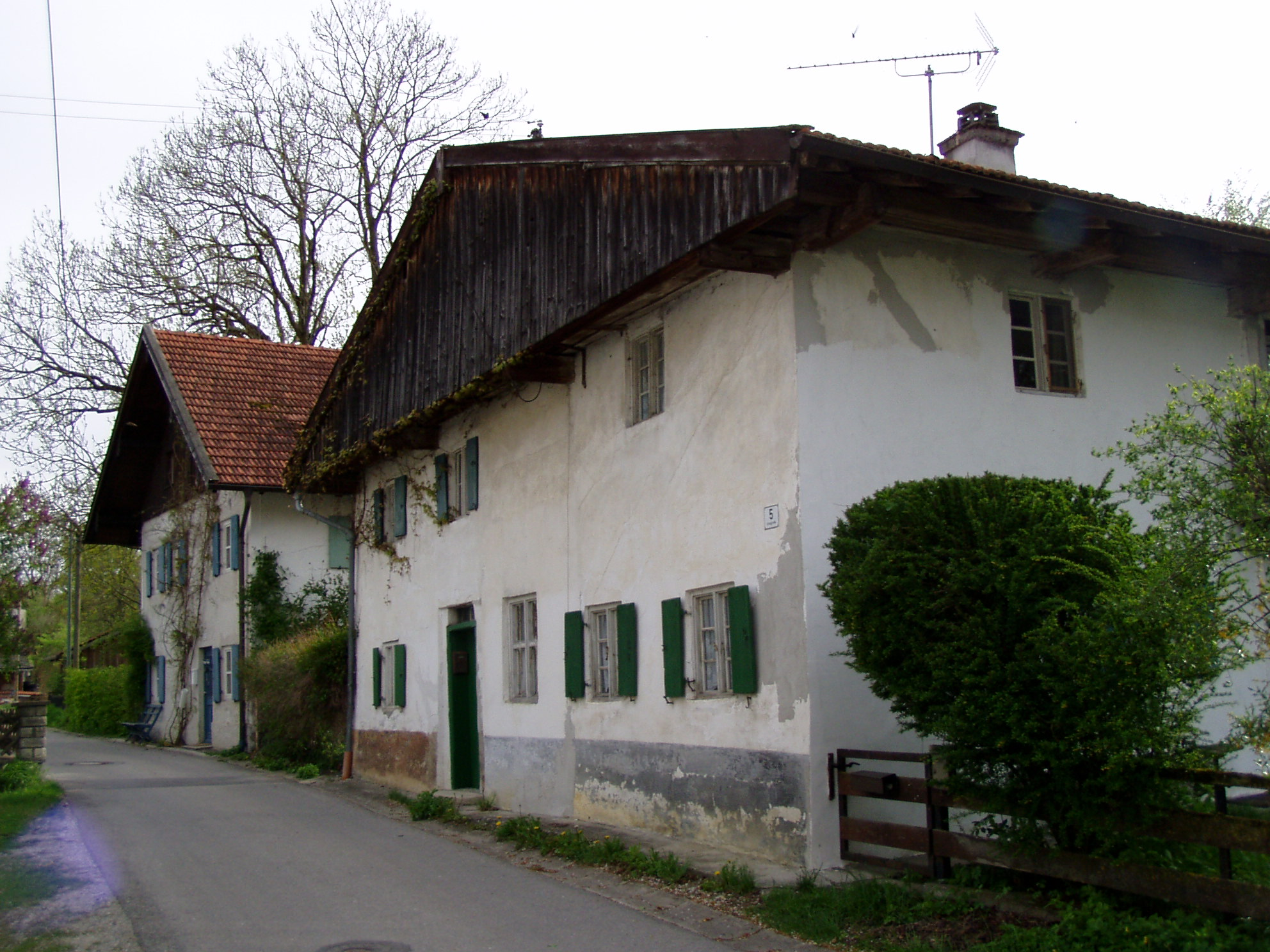
Schulstr. 5 in Apfeldorf (2004)

## Sport
- Eishockey: Der SV Apfeldorf/Eishockey[7] nahm ab 1952 am Spielbetrieb des BEV teil. Von 1964 bis 1970 spielte er in der damals viertklassigen BLL, in der er 1968 Westbayerischer Meister wurde. Seine Heimspiele trägt der SV in der Eissporthalle Peiting aus. Seine größten Erfolge waren der Aufstieg in die Landesliga und 1970 in die Natureis-Bayernliga. 1981 konnte die Meisterschaft der Natureis-Bayernliga, 1973 der Bayerischen-Landesliga Süd (4. Liga). 1995 wurde, nach einer Niederlage in der Overtime im Halbfinale gegen Höchstadt HC, der dritte Platz im Bayernkrug erreicht. 1997, 1999 der Meistertitel der Bayerischen-Bezirksliga Süd gewonnen. 1997 setzte sich der SV Apfeldorf gegen die Meister der andern Bezirksligen durch und wurde Bayerischer Meister. Im Halbfinale 1999 konnte der SVA dem HC München 98 – jetzt RB München – den ersten Punktverlust abringen. Im Rückspiegel setzen sich die Münchner knapp mit 4:2 durch und wurde Bayerischer Meister. Der SVA spielte – mit einer Unterbrechung zwischen 2010/11 und 2013/14 – bis 2017 in der Eishockey-Bezirksliga Bayern.[8]

## Persönlichkeiten
- Karl Filser (* 1937), Historiker und Geschichtsdidaktiker
- Eduard Reisch (* 1961), Sprengmeister